# Iuliu Ilyés
 Iuliu Ilyés (n. 25 aprilie 1957, Satu Mare, România) este un inginer și om politic român de etnie maghiară. Membru al Uniunii Democrate a Maghiarilor din România (UDMR), a fost primarul municipiului Satu Mare pentru două mandate, din 2004 până în 2012. Între 1996 și 2004 a fost viceprimar al orașului. Este căsătorit cu Ildikó și are doi copii.

## Biografie
S-a născut din părinți de etnie maghiară la Satu Mare. După absolvirea liceului, a studiat Ingineria la Universitatea Politehnică din Timișoara, absolvind în 1982. În urma studiilor postuniversitare la Academia de Studii Economice din București, pe care le-a terminat în 2001, a urmat mai multe seminarii postuniversitare în Budapesta-Ungaria, Opatija-Croația și Statele Unite. Ilyés a lucrat ca inginer la Satu Mare din 1982 până în 1992, în timp ce a continuat să locuiască în orașul natal. În 1995 a fost angajat ca director executiv la Silcomprest SRL, companie locală. Și-a început activitatea politică în cadrul UDMR în 1996, funcționând ca viceprimar între 1996 și 2004 și ca primar din 2004 până în 2012.
Prima dată când Ilyés a devenit primar la alegerile locale din 2004 și-a asigurat locul cu 45,3% din voturile totale, în timp ce concurentul său direct Radu Bud a obținut doar 23%. A fost reales la alegerile locale din 2008 când a obținut 48%, iar principalul său concurent Dorel Coica a obținut 26,5% din totalul voturilor. În urma unei revanșe la alegerile locale din 2012, Coica a terminat înainte, învingându-l pe Ilyés la o marjă de 49-37,9.
În cadrul UDMR, Ilyés este președinte al Capitolului Județean Satu Mare din 1999, iar din 2005 este președinte al Consiliului Național al Primarilor Locali UDMR.

1. ↑  Rezultatele alegerilor locale din 2016, Biroul Electoral Central, accesat în 11 septembrie 2020